# The Artisan Era
The Artisan Era ist eine Plattenfirma aus Nashville, Tennessee, die sich auf alle Spielarten des extremen und progressiven Metals spezialisiert hat.

## Geschichte
Gründer sind Malcolm Pugh und Mike Low, die beide gemeinsam bei Inferi spielen und ehemals als Musiker bei Enfold Darkness aktiv waren. Neben Enfold Darkness und Inferi unterschrieben auch Augury und Inanimate Existence einen Plattenvertrag und brachten bereits Alben über das Label auf den Markt.

## Bands
| - Abiotic - Aethereus - Amiensus - Arkaik - Aronius - Augury - Dark Matter Secret - Demon King - Enfold Darkness - Equipoise - Flub - GraveSlayer - Immanifest - Inanimate Existence - Inferi | - A Loathing Requiem - Mordant Rapture - Myth of I - The Odious Construct - Order of Diptera - Oubliette - Spawn of Possession (nur Vinyl) - Spectrum of Delusion - Singularity - Stortregn - Sutrah - Symbolik - Virulent Depravity - Warforged - The Zenith Passage |

## Veröffentlichungen
| Künstler            | Veröffentlichungen (Jahr)                             |
| ------------------- | ----------------------------------------------------- |
| Augury              | Illusive Golden Age (2018)                            |
| Abiotic             | Ikigai (2021)                                         |
| A Loathing Requiem  | Psalms of Misanthropy (2010), Acolytes Eternal (2015) |
| Dark Matter Secret  | Perfect World Creation (2017)                         |
| Enfold Darkness     | Adversary Omnipotent (2017)                           |
| Equipoise           | Birthing Homunculi (2016)                             |
| GraveSlayer         | Red City Crucifix (2015)                              |
| Inanimate Existence | Underneath a Melting Sky (2017)                       |
| Inferi              | The Path of Apotheosis (2014), Revenant (2018)        |
| Oubliette           | Apparitions (2014), The Passage (2018)                |
| Virulent Depravity  | Fruit of the Poisoned Tree (2017)                     |
| Mordant Rapture     | The Abnegation (2018)                                 |

Label-Sampler:
- The Euphonic Collection, Vol. 1 (2017, nur digital)